# Gymnocalycium spegazzinii
Gymnocalycium spegazzinii Britton & Rose – gatunek rośliny z rodziny kaktusowatych. Rośnie na naturalnych stanowiskach w Ameryce Południowej, Środkowej i południowej części Ameryki Północnej. W Polsce jest uprawiany jako roślina pokojowa.

## Nazewnictwo
Po raz pierwszy gatunek ten pod nazwą Echinocactus loricatus sklasyfikował w 1905 r. Carlos Spegazzini, dyrektor instytutu i muzeum biologicznego w La Placie. Obecnie obowiązującą, uznaną przez The Plant List nazwę nadali mu w 1922 Nathaniel Lord Britton i Joseph Nelson Rose przenosząc go do rodzaju Gymnocalycium i zmieniając na cześć Spegazziniego nazwę gatunkową. Później botanicy wyróżnili wiele odmian i podgatunków, obecnie jednak według The Plant List uznany jest tylko jeden podgatunek – Gymnocalycium spegazzinii subsp. cardenasianum (F.Ritter) R.Kiesling & Metzing, pozostałe odmiany i podgatunki to synonimy.

## Morfologia i ekologia
Łodyga walcowata o średnicy do 14 cm, o kolorze szarozielonym, czasami z brązowym odcieniem. Posiada 10-15 żeber z areolami. Z każdej areoli wyrasta 5-7 cierni, które przylegają do łodygi, lub są nieco skręcone. Kwiaty wyrastają na najmłodszych areolach. Są białe, z różową gardzielą, na zewnętrznej stronie płatków korony mają zieloną smugę. Owoc ma średnicę 1 mm, jest podłużny, zaokrąglony i zawiera brązowoczarne nasiona.
W swoim naturalnym środowisku rośnie na kamienistym podłożu, w górach, na dużych wysokościach, gdzie roślin zielnych jest już niewiele.